# Gora Dlinnlyj Kamen'
Gora Dlinnlyj Kamen' är ett berg i Antarktis. Det ligger i Östantarktis. Australien gör anspråk på området. Toppen på Gora Dlinnlyj Kamen' är 634 meter över havet.
Terrängen runt Gora Dlinnlyj Kamen' är platt åt sydväst, men åt nordost är den kuperad. Trakten är obefolkad. Det finns inga samhällen i närheten.